# 馬成
馬 成（ば せい、? - 56年）は、後漢の武将。字は君遷（くんせん）。南陽郡棘陽県（河南省新野県）の人（『後漢書』列伝12・本伝）
。光武帝の功臣であり、「雲台二十八将」の第17位に序せられる（『後漢書』列伝12）。

## 略歴
| 姓名           | 馬成 |
| 時代           | 新代 - 後漢時代 |
| 生没年         | 生年不詳 - 58年（建武32年） |
| 字・別号       | 君遷（字） |
| 本貫・出身地等 | 荊州南陽郡棘陽県 |
| 職官           | 安集掾〔劉秀〕→守郟令〔劉秀〕 →期門〔劉秀〕→護軍都尉〔後漢〕 →揚武将軍（後に兼天水太守）〔後漢〕 →守中郎将〔後漢〕→行大司空事〔後漢〕 →揚武将軍〔後漢〕→中山太守〔後漢〕 |
| 爵位・号等     | 平舒侯〔後漢〕→全椒侯〔後漢〕 |
| 陣営・所属等   | 更始帝→劉秀（光武帝） |
| 家族・一族     | 子：馬衛 |

若くして県吏となる。劉秀が潁川を掌握すると馬成を安集掾とし、郟県の令代行に移した。劉秀が更始帝に命じられて河北の調略に及ぶと、官を棄て荷を背負い徒歩にて、これに合流し期門（警備兵）として従軍した。
建武元年（25年）、劉秀が即位すると護軍都尉に移った。
建武4年（28年）、揚武将軍を拝命し、誅虜将軍劉隆・振威将軍宋登・射声校尉王賞を率い、会稽・丹陽・九江・六安の四郡の兵を徴発して淮南の李憲を討った。馬成は李憲を舒において包囲し、諸軍に壕・防塁を設けさせ、李憲が挑んでも防壁を固めて出ず、1年余り陣を守った。
建武6年（30年）春、舒城の食糧が尽きたので馬成はこれを攻めて李憲を斬り、その残党を追撃して長江・淮水流域を平定した。
建武7年（31年）、平舒侯に封ぜられた。
建武8年（32年）、劉秀の親征に従って、当時の群雄の一人、天水の隗囂を破る。天水太守となり、将軍職は元の通りであった。のち洛陽に召還された。
建武11年（35年）、来歙に代わって中郎将を代行し、武威将軍劉尚らを率いて河西を平らげた。
建武12年（36年）12月、大司空李通の辞職により大司空を代行した。数カ月後、再び揚武将軍を拝命した。
建武14年（38年）、常山・中山に駐屯して北方を守備した。

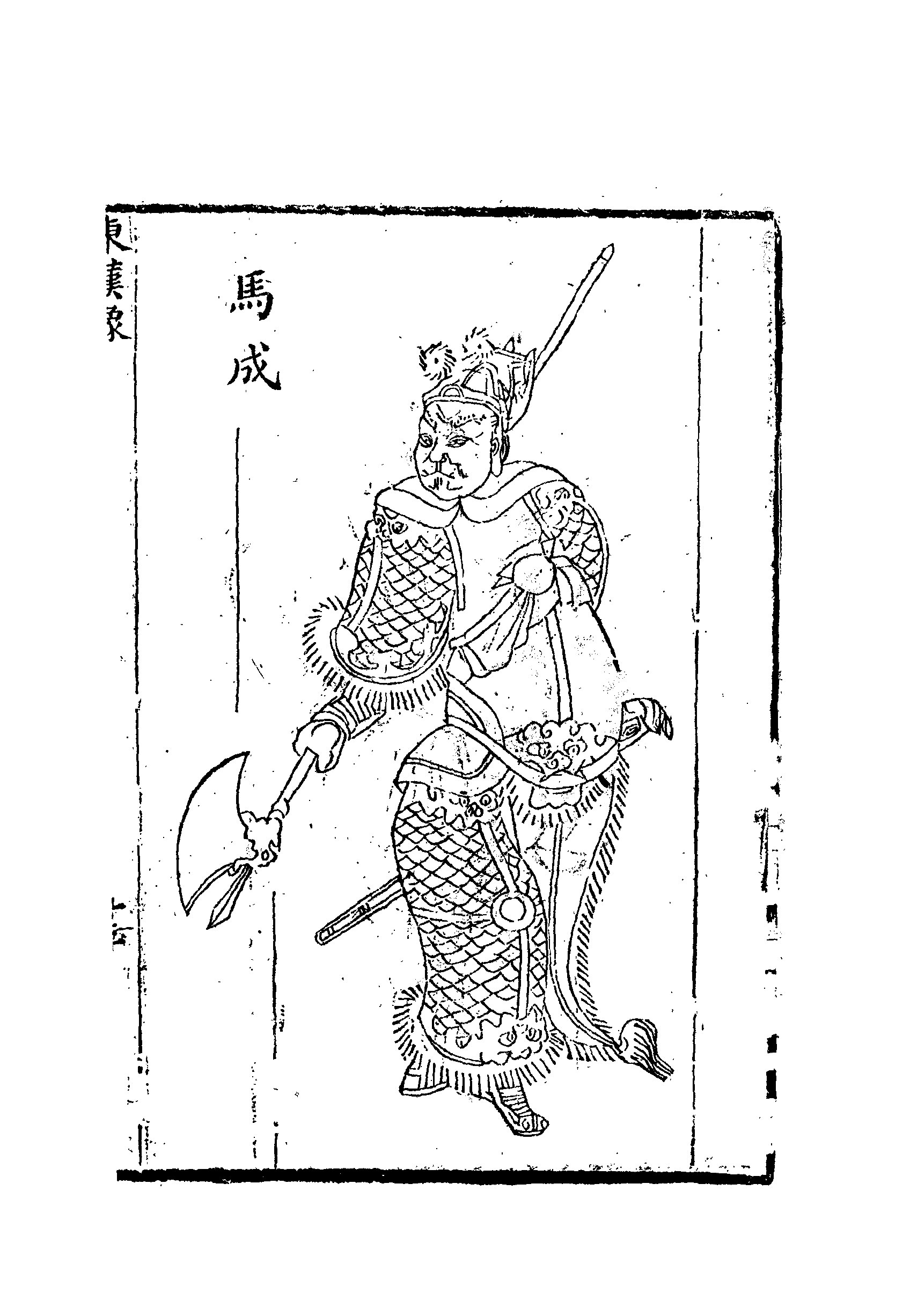
馬成

建武15年（39年）に建義大将軍朱祜が入朝すると、その兵の指揮権を引き継いだ。この年、弾劾されて官を免ぜられた驃騎大将軍杜茂に代わり障塞の修復を指揮した。西河（オルドス市ジュンガル旗）から渭橋（咸陽近郊）に至り、河上（左馮翊。関中の東北部）から安邑に至り、太原から井陘に至り、中山から鄴に至り、それぞれ保壁・狼煙台を築造し、十里（約4km）毎に物見櫓を設置した。
北辺の守備に従事して5・6年、劉秀は馬成の勤勉さを労らって洛陽に召還した。しかし、北辺の人々で上書して馬成の復帰を請う者が多く、馬成はまた派遣された。南単于が北辺の守備を担当するに至り、馬成は中山太守を拝命して将軍の印綬を返上したが、屯兵の指揮権は元の通りであった。
建武24年（48年）、武陵五渓蛮を討つが功無く、太守の印綬を返上した。
建武27年（51年）、全椒侯に封ぜられ、就国した。
建武32年（56年）、逝去した。